# Cuando viajan las estrellas
Cuando viajan las estrellas (übersetzt: „Wenn die Sterne reisen“) ist ein mexikanischer Film aus dem Jahr 1942. Die Regie dieser romantischen Komödie führte Alberto Gout. Dieser verfasste gemeinsam mit Paulino Masip auch das Drehbuch.
Der Film erzählt die Geschichte der Hollywood-Schauspielerin Olivia Onil. Um Flamenco-Unterricht bei Niceto Pérez zu nehmen, reist diese nach Mexiko. Aus Versehen erhält sie die Impfstoffe für Fernandos Rinder. Um diese an ihren Bestimmungsort zu bringen, besucht Olivia Fernandos Farm und verliebt sich in den Viehzüchter. Diese Liebschaft wird jedoch bald durch die Ankunft von Tom, Olivias Freund, beendet. Die Schauspielerin kehrt nach Hollywood zurück, leidet in der Folge jedoch unter Konzentrationsproblemen. Deshalb entscheidet sie sich letztendlich dazu, nach Mexiko zurückzukehren und mit Fernando zu leben.
Cuando viajan las estrellas wurde von der Gesellschaft Films Mundiales produziert. Die Dreharbeiten und Postproduktion fanden auf dem Gelände der Produktionsgesellschaft Cinematografía Latino Americanas, S.A. statt. Seine Premiere hatte der Film am 5. Juni 1942 in Mexiko.